# Telebasis collopistes
Telebasis collopistes – gatunek ważki z rodziny łątkowatych (Coenagrionidae). Występuje na terenie Ameryki Środkowej.